# Očihov
Obec Očihov se nachází v okrese Louny v Ústeckém kraji. Žije v ní 362 obyvatel.

## Název
Původní název vesnice byl nejspíše Očichov odvozený z osobního jména Otislav (zkráceně Otich) ve významu Otichův dvůr. V historických pramenech se jméno objevuje ve tvarech: Ochzhouech (1275), Ochihov (1289), Oczichow a Oczihow (1333), Ocsyhow (1359), Oczikow (1369), Oczyhow (1384–1399), Oichizow (okolo roku 1405), Oczihaw (1386), in Oczyhowie (1390), Oczehow (1412), nad Walikym Oczihowem (1483), Grosz Otschehau (1787) a Grosz-Otschehau (1846).

## Historie
První písemná zmínka o Očihovu pochází z roku 1275. V roce 1289 byl majitelem vsi Přibyslav z Očihova. Roku 1307 ji vlastnil Slavata z Očihova, příbuzný Fremutů a Malíkovských, které v té době žil na Moravě. Z dalších držitelů jsou známi Ota z Chrástu (1359), Albert z Kolovrat (1365) a Aleš ze Žeberka na Blšanech (1403). Všichni tři vykonávali patronátní právo ke zdejšímu kostelu svatého Martina. Později měla v Očihově zapsané věno Kunhuta z Ronova, manželka Jana Calty z Kamenné Hory. Zemřela před rokem 1472 a někdy poté byl Očihov připojen k petrohradskému panství.
Pravděpodobně v patnáctém století byla v Očihově postavena tvrz. První zmínka o ní pochází z roku 1544, kdy ji i s příslušenstvím prodal Jan mladší Krakovský z Kolovrat Jeronýmovi Hrobčickému z Hrobčic. Jeroným pustou tvrz obnovil, a když v roce 1571 zemřel, zdědil ji po něm syn Diviš Hrobčický z Hrobčic. Sídlil na ní až do smrti v roce 1596. Divišův syn Kryštof Hrobčický z Hrobčic se zúčastnil stavovského povstání v letech 1618–1620, za což byl odsouzen ke ztrátě majetku. Očihov poté koupil František Clary da Riva. Během třicetileté války tvrz zchátrala a už nikdy nebyla obnovena. Ještě během války Očihov získali Štrasoldové a roku 1648 vesnici koupil Julius Jindřich Sasko-Lauenburský, který ji připojil k Podbořanům.

## Přírodní poměry
Ve vesnici se nachází dvě studny, ve kterých byla zjištěna minerální voda. Další podobná studna se nachází u hřbitova a padesátých letech dvacátého století byl u vesnice v nivě Blšanky vyhlouben vrt s vydatností tři litry za sekundu. Minerální voda zde obsahuje 3,1 g·l−1 rozpuštěných pevných látek a 2500–2700 mg·l−1 rozpuštěného oxidu uhličitého.

## Obyvatelstvo
Při sčítání lidu v roce 1921 zde žilo 659 obyvatel (z toho 321 mužů), z nichž bylo 57 Čechoslováků, 594 Němců a osm cizinců. Kromě pěti evangelíků se hlásili k římskokatolické církvi. Podle sčítání lidu z roku 1930 měla vesnice 643 obyvatel: 119 Čechoslováků, 523 Němců a jeden cizinec. Většina byla římskými katolíky, ale žilo zde také dvanáct evangelíků, dva členové církve československé a deset lidí bez vyznání.
| Obec Očihov                                               | Obec Očihov | Obec Očihov | Obec Očihov | Obec Očihov | Obec Očihov | Obec Očihov | Obec Očihov | Obec Očihov | Obec Očihov | Obec Očihov | Obec Očihov | Obec Očihov | Obec Očihov | Obec Očihov |
|                                                           | 1869        | 1880        | 1890        | 1900        | 1910        | 1921        | 1930        | 1950        | 1961        | 1970        | 1980        | 1991        | 2001        | 2011        |
| --------------------------------------------------------- | ----------- | ----------- | ----------- | ----------- | ----------- | ----------- | ----------- | ----------- | ----------- | ----------- | ----------- | ----------- | ----------- | ----------- |
| Obyvatelé                                                 | 796         | 881         | 877         | 915         | 884         | 866         | 832         | 347         | 455         | 431         | 355         | 308         | 297         | 338         |
| Místní část Očihov                                        |             |             |             |             |             |             |             |             |             |             |             |             |             |             |
| Obyvatelé                                                 | 587         | 650         | 660         | 682         | 672         | 659         | 643         | 263         | 340         | 329         | 287         | 266         | 260         | 279         |
| Domy                                                      | 81          | 88          | 101         | 122         | 129         | 136         | 133         | 134         | 121         | 82          | 77          | 100         | 105         | 103         |
| Data z roku 1961 zahrnují i domy z místní části Očihovec. |             |             |             |             |             |             |             |             |             |             |             |             |             |             |

## Části obce
- Očihov
- Očihovec

## Pamětihodnosti
- Na východním okraji vesnice stojí původně románský kostel svatého Martina, jehož dochovaná podoba pochází z přestaveb z let 1790 a 1841.[12]
- Pískovcová torza dvou křížů před hřbitovem

## Galerie

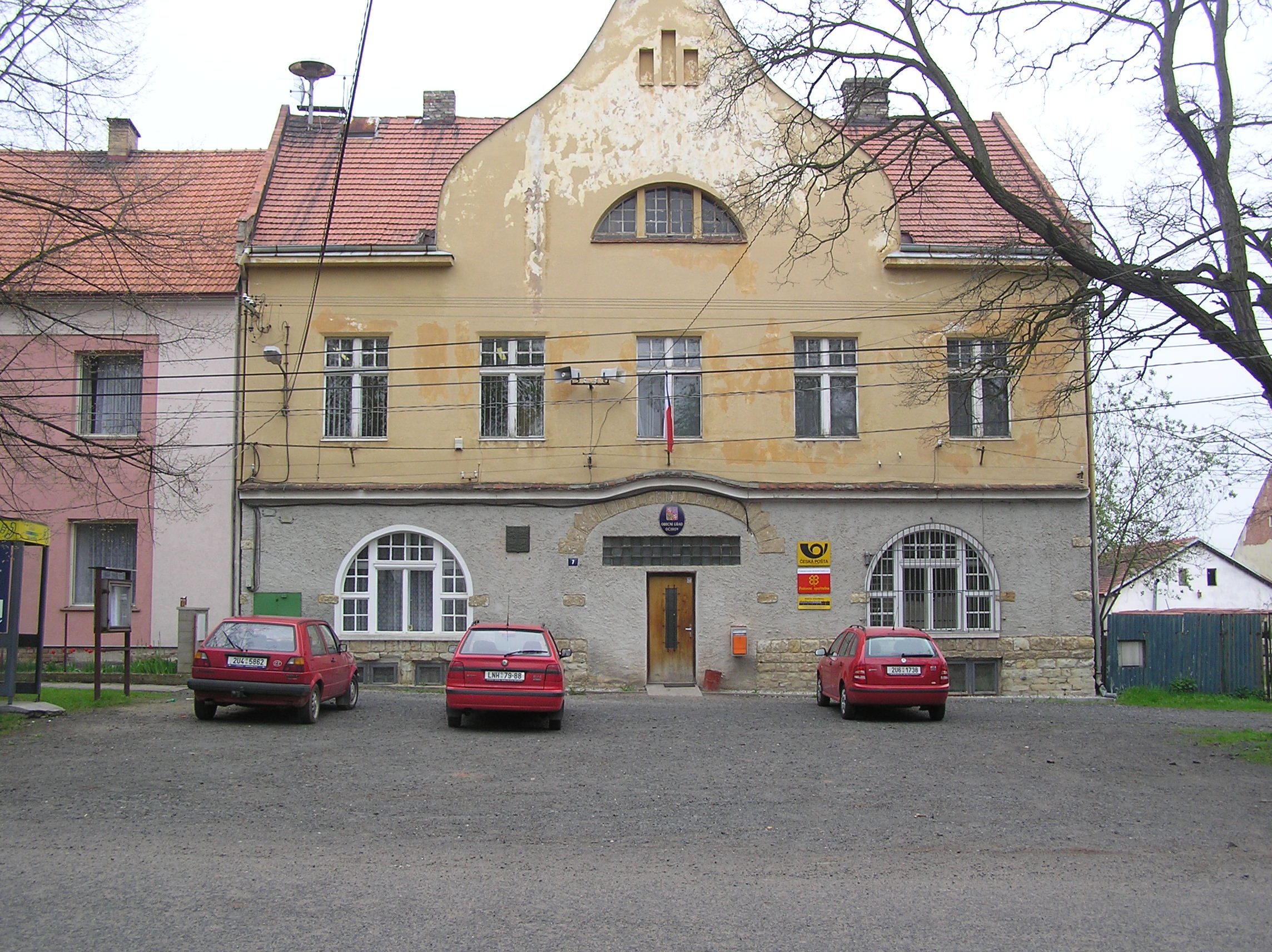
Obecní úřad
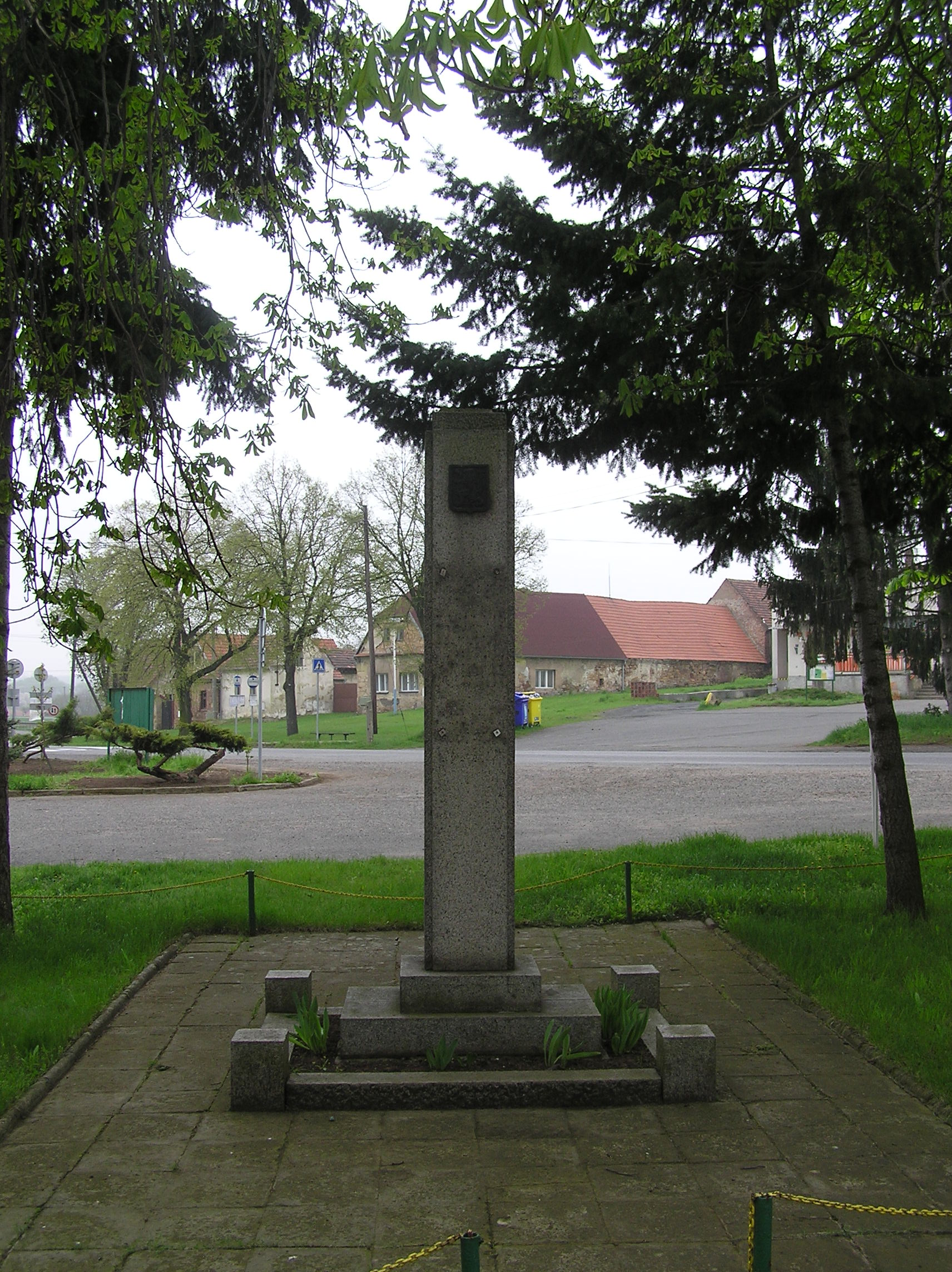
Památník obětem první světové války
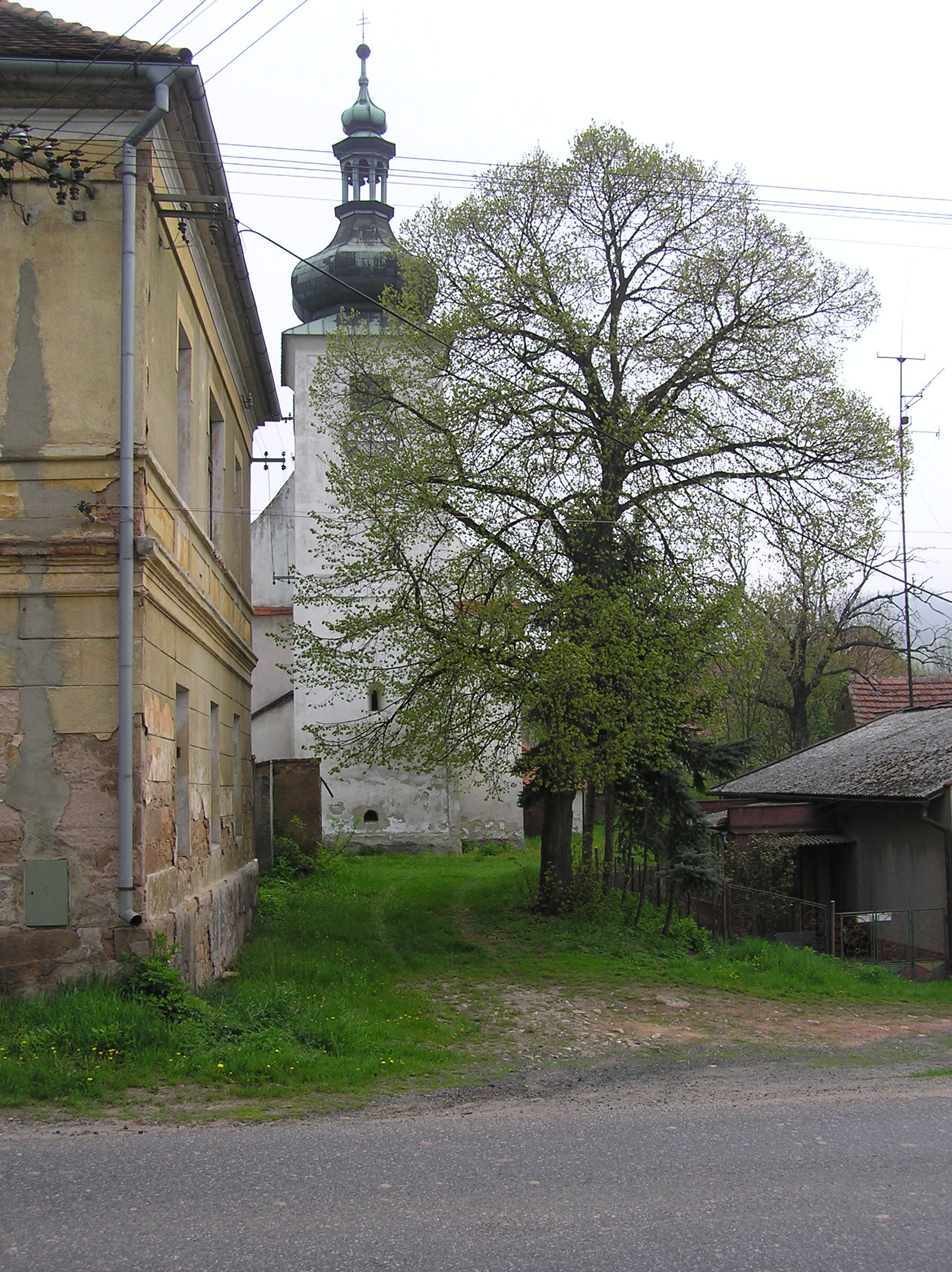
Kostel svatého Martina